# Ukrán Állami Űrügynökség
Az Ukrán Állami Űrügynökség (ukránul: Державне космічне агентство України; magyar átírásban: Derzsavne koszmicsne ahensztvo Ukrajini, rövidítve: DKAU) ukrán kormányzati szerv, amely felügyeli és koordinálja az ukrajnai űrprogramokat. 2010-ig Ukrán Nemzeti Űrügynökség (NKAU) néven működött.

## Története
Az Aerospace Company Ukrajna egy ukrán állami szervezet, amely egyesíti a több mint 75 vállalatot és szervezetet a repülés- és a világűr kutatásában.
1991-ben a Bajkonuri űrrepülőtéren szolgálatot teljesítők megalapították az állami Ukrán Űrhajózási Szövetséget, vezetője Anatolij Pavlovics Zavalishin vezérőrnagy. Irányításuk, üzemeltetésük alá került a repüléssel, az űrkutatással foglalkozó volt szovjet tervező intézetek, vállalatok, a tesztelést segítő repülőterek valamint indító bázisok.
2002. április 11-én megalakult a Society of Aerospace Ukrajna, amely jogfolytonosan átvette az Ukrán Űrhajózási Szövetség tevékenységét. A társaság elnökének Vitalij Mihajlovics Zsolobovot választották.

### Feladata
- támogatni a légi- és űripari programokat,
- segíteni a high-tech alkalmazhatóságát a gazdasági fejlődés elősegítésére,
- elősegíteni a hazai cégek, intézmények és egyetemek kapcsolatát a fejlesztések, kutatások elősegítésére,
- nemzetközi téren különböző szervezetekben képviseli kormányát, szerződéseket köt, szolgáltatásokat közvetít és végez,
- elősegíti a repülés- űrrepülés iránt érdeklődők oktatását (ismeretbővítő, főiskolai és egyetemi), bemutatja a történelmi eseményeket, a jövőképet,

## Nemzetközi kapcsolatok

### Európai Űrügynökség
2008. január 25-től van az Ukrajnai Állami Űrügynökséggel (State Space Agency of Ukraine – SSAU) együttműködési megállapodása az ESA-nak.

### Orosz Szövetségi Űrügynökség
A Szovjetunió felbomlását követően állami együttműködési megállapodások keretében tovább folytatódtak a repülés- és az űrhajózás szolgálatát végző kutatások, fejlesztések, a rakétaeszközök (egyéb haditechnikai eszközök; a szovjet hadiipar mintegy harmada maradt a mai Ukrajna területén) biztosítása.

### Közös ukrán-brazil űrprogram
Viktor Janukovics ukrán és Dilma Rousseff brazil elnök megerősítették, hogy tovább dolgoznak az űrrakéta komplexum közös programjának megvalósításán. Az Alcântara Indítóközpont (Centro de Lançamento de Alcântara) kialakításába Ukrajna a berendezések kialakítására közel 100 millió dollárt költött, továbbá biztosítja a Ciklon–4 rakétaeszközöket. A program csúszása, majd az ukrán válság jelentősen visszaveti a tervezett célokat.

## Műholdak
- Szics–1 az első ukrán földmegfigyelő műhold
- Szics–1M földmegfigyelő műhold

## Emberes űrrepülések
- Leonyid Kosztyantinovics Kadenyuk az STS–87 küldetésfelelőse
- Pavel Romanovics Popovics a Szaljut–3 űrállomás első parancsnoka
- Jurij Ivanovics Malencsenko szolgálatai alatt parancsnoki pozíciókban tevékenykedett
- Georgij Sztyepanovics Sonyin szolgálatai alatt parancsnoki pozíciókban tevékenykedett
- Jaroszlav Ihorovics Pusztovij kiképzett űrhajós, az STS–87 tartalék küldetésfelelőse
- Alekszandr Alekszandrovics Volkov a Szaljut–7 és a Mir űrállomáson tevékenykedett
- Szergej Alekszandrovics Volkov a Nemzetközi Űrállomás (ISS) fedélzetén parancsnokként szolgált
- Vlagyimir Afanaszjevics Ljahov a Szaljut–6, a Szaljut–7 és a Mir űrállomáson tevékenykedett
- Jurij Ivanovics Onufrijenko a Mir űrállomás és az ISS fedélzetén szolgált
- Anatolij Szemjonovics Levcsenko a Buran űrrepülőgép kiképzett pilótájaként egy hétig ismerkedett a Mir űrállomással
- Vlagyimir Vlagyimirovics Vaszjutyin a Szaljut–7 űrállomáson dolgozott
- Leonyid Gyenyiszovics Kizim a Szaljut–6, a Szaljut–7 és a Mir űrállomások parancsnoka
- Jurij Pavlovics Gidzenko a Mir űrállomáson és a Nemzetközi Űrállomáson dolgozott
- Georgij Tyimofejevics Dobrovolszkij a Szaljut–1 űrállomás parancsnoka

## Rakéták
- Zenyit hordozórakétával tervezték a Szojuz rakéta felváltását az emberes űrhajók indításához, de a Szovjetunió megszűnése után ezt a tervet elvetették.
- Dnyepr hordozórakéta indítható Bajkonurból és az oroszországi Orenburgi területen lévő Jasznij űrrepülőtérről.
- Ciklon hordozórakéta interkontinentális ballisztikus rakétából átalakított űreszköz hordozó,
- Ciklon–4 hordozórakétát a brazil Alcântara Indítóközpontból kívánják elindítani,